# Ilyas Labeeb
Ilyas Labeeb (en maldivien : އިލްޔާސް ލަބީބް) est un homme politique et député maldivien. Il est candidat des démocrates à l'élection présidentielle de 2023 et arrive troisième au premier tour.